# Clavija myrmecocarpa
Clavija myrmecocarpa är en viveväxtart som beskrevs av B. Ståhl. Clavija myrmecocarpa ingår i släktet Clavija och familjen viveväxter. Inga underarter finns listade i Catalogue of Life.